# 转向系统
转向系统是一个由连杆和许多其他部件组成的系统，使车辆能够按照所需的路线行驶。铁路是一个例外，通过铁路轨道与铁路道岔（在英式英语中也称为“点”）相结合来提供转向功能。转向系统的主要用途是允许驾驶员引导车辆。
最经典的转向装置是使用位于驾驶员前方的手动方向盘，通过转向柱转动前轮，转向柱可能包含万向节（也可能是可折叠转向柱设计的一部分），使其稍微偏离直线。不同类型的车辆有时会有不同的设计；例如，舵柄或后轮转向。推土机和坦克等履带式车辆通常采用差速转向，也就是说，履带通过离合器和制动器以不同的速度甚至相反的方向移动，以实现转向。

## 地面车辆的转向
转向的基本目的是确保车轮指向所需的方向。这通常通过一系列连杆、枢轴和齿轮来实现。其中一个基本概念是主销倾角，每个车轮在车轮前方的枢轴点处转向；这使得转向装置倾向于朝行驶方向自动定心。
连接转向箱和车轮的转向连杆通常符合阿克曼转向几何结构的变化，说明在转弯时，内侧车轮行驶的路径半径小于外侧车轮，因此适合在直线路径上行驶的前束度不适合转弯。车轮与垂直面形成的角度，即外倾角，与轮胎一样，也会影响转向动力学。

## 飞行器的转向
飞机在空中飞行时通常通过副翼、扰流板或两者一起来操纵，以使飞机倾斜转弯；尽管方向舵也可用于转动飞机，但它通常用于将不利偏移降至最低，而不是作为直接转向的手段。在地面上，飞机通常通过转动前轮或后轮（使用舵柄或方向舵踏板）或通过差速制动，以及通过高速方向舵以低速操纵。导弹、飞艇和大型气垫船通常由方向舵、推力矢量或两者共同操纵。小型运动气垫船也有类似的方向舵，但主要是由飞行员将重量从一侧转移到另一侧，并使下方更强大的升力失去平衡来操纵。喷气机组和飞行平台仅由推力矢量控制。直升机通过改变主旋翼推力矢量的循环控制和通常由尾桨提供的反扭矩控制来操纵。